# Aurélie Joly
Aurélie Joly, est une gymnaste aérobic française, née le 6 mai 1983 à Aix-les-Bains.

## Biographie
Elle a été athlète de haut niveau.

## Palmarès

### Jeux mondiaux
- Jeux mondiaux de 2009, à Kaohsiung, (Taïwan)
  -  Médaille d'or en Duo
- Jeux mondiaux de 2013, à Cali, (Colombie)
  -  Médaille d'or en Duo

### Championnats du monde
- 2016 à Incheon, Corée du Sud
  -  en Step
  -  en individuel
- 2014 à Cancún , Mexique
  -  en individuel
- 2012 à Sofia, Bulgarie
  -  en Solo
- 2010 à Rodez, France
  -  en Duo
  -  en Groupe
  -  en Par équipe
- 2008 à Ulm, Allemagne
  -  en Duo
- 2006 à Nanjing, Chine
  -  en Duo

### Championnats d'Europe
- 2011 à Bucarest, Roumanie
  -  en Duo
- 2009 à Liberec, République tchèque
  -  en Duo
  -  en Solo
- 2007 à Szombathely, Hongrie
  -  en Duo
  -  en Solo

### Championnats de France seniors
- 8 titres en Solo, de 2004 à 2006 et de 2008 à 2012
- 8 titres en Duo, de 2005 à 2012, avec Julien Chaninet